# Sjukvårdspartiet Gävleborg
Sjukvårdspartiet Gävleborg är ett politiskt parti verksamt i Gävleborgs län sedan valet 2002. Partiets grundsyn är viljan att försvara människors lika rätt till god hälso- och sjukvård i hela Gävleborgs län.
Sjukvårdspartiet Bollnäs och Sjukvårdspartiet Gävle är lokala organisationer med stark förankring i Sjukvårdspartiet Gävleborg. Bland annat har de lokala organisationerna en ekonomisk förpliktelse att betala 40 % av partistöd som överstiger 10 000 kr per år.